# Reprezentacja Filipin w piłce wodnej mężczyzn
Reprezentacja Filipin w piłce wodnej mężczyzn – zespół, biorący udział w imieniu Filipin w meczach i sportowych imprezach międzynarodowych w piłce wodnej, powoływany przez selekcjonera, w którym mogą występować wyłącznie zawodnicy posiadający obywatelstwo filipińskie. Za jej funkcjonowanie odpowiedzialny jest Filipiński Związek Pływacki (PSI), który jest członkiem Międzynarodowej Federacji Pływackiej.

## Historia
W 1954 reprezentacja Filipin rozegrała swój pierwszy oficjalny mecz na igrzyskach azjatyckich.

## Udział w turniejach międzynarodowych

### Igrzyska olimpijskie
Reprezentacja Filipin żadnego razu nie występowała na Igrzyskach Olimpijskich.

### Mistrzostwa świata
Dotychczas reprezentacji Filipin żadnego razu nie udało się awansować do finałów MŚ.

### Puchar świata
Filipiny żadnego razu nie uczestniczyły w finałach Pucharu świata.

### Igrzyska azjatyckie
Filipińskiej drużynie 3 razy udało się zakwalifikować na Igrzyska azjatyckie. W 1958 zajęła 5. miejsce.